# Maryam Yahya Ibrahim Ishaq
Maryam Yahya Ibrahim Ishaq (auch Mariam Yahia Ibrahim Ishag, arabisch مريم يحيى إبراهيم إسحاق, DMG Maryam Yaḥyā Ibrahīm Isḥāq; abweichende Schreibweisen umfassen Mariam und Meriam, Yahia und Jahia sowie Ishag und Ishak; * 3. November 1987 im Bundesstaat al-Qadarif) ist eine römisch-katholische Christin aus dem Sudan, die wegen Apostasie vom Islam durch den Strang hingerichtet werden sollte. Nach internationalen Protesten kam sie frei und konnte das Land am 24. Juli 2014 verlassen.

## Leben
Maryam Ishaqs Vater ist ein Moslem, der die Familie verlassen hat, als Maryam sechs Jahre alt war. Sie wurde von ihrer christlichen Mutter im äthiopisch-orthodoxen Glauben erzogen, studierte an der Universität Khartum Medizin, promovierte und arbeitete als Ärztin. Später heiratete sie einen Christen namens Daniel Wani. Ihr Mann ist Südsudanese und seit 2005 Staatsbürger der USA; nach Angaben der BBC ist er behindert und benötigt einen Rollstuhl.

## Todesurteil, Freilassung und Hintergrund
Sie wurde im August 2013 verhaftet, nachdem ein Verwandter sie beschuldigt hatte, Ehebruch begangen zu haben, indem sie einen Christen geheiratet hatte. Der Strafgerichtshof in Al-Haj Yousef, einem Stadtteil von Khartum, in dem viele Christen leben, erklärte die kirchliche Eheschließung für ungültig. Später wurde die Anklage auch auf Apostasie ausgeweitet, obwohl sie immer erklärte, Christin zu sein. Weil sie einen Übertritt zum Islam ablehnte, wurde sie zum Tode verurteilt und sollte vor ihrer Hinrichtung noch 100 Peitschenhiebe erhalten. Wäre das Todesurteil vollstreckt worden, hätte der Staat Sudan das Sorgerecht für beide Kinder erhalten, da der Ehemann als Christ keine Rechte an seinen Kindern habe. 
Ishag war im Omdurman Federal Women’s Prison inhaftiert und hat dort am 27. Mai 2014 eine Tochter namens Maya geboren. Während der Entbindung in der Krankenstation des Gefängnisses sei sie an den Beinen angekettet gewesen. Todesurteile gegen schwangere Frauen werden im Sudan nach islamischem Recht aufgeschoben, bis die Mutter das Baby abgestillt hat. Auch ihr 20 Monate alter Sohn Martin lebte mit Ishaq in der Zelle.
Ihr Anwalt legte Berufung gegen das Todesurteil ein und wollte notfalls bis vor das Oberste Gericht und das Verfassungsgericht ziehen, wie Amnesty International berichtet. Laut einer AFP-Meldung entschied am 23. Juni 2014 ein Berufungsgericht tatsächlich, Ishaq unverzüglich freizulassen. Berichte, nach denen sie am 24. Juni am Flughafen Khartum mit ihrer Familie wieder verhaftet worden sei, stellten sich tags darauf als Falschmeldungen heraus; sie war lediglich von den Behörden befragt worden. Die US-Regierung bemühte sich nun um eine baldige Ausreise der Familie, die schließlich am 24. Juli in einem italienischen Regierungsflugzeug erfolgte. Am Flughafen Rom-Ciampino wurde sie von Ministerpräsident Matteo Renzi und seiner Frau begrüßt. Anschließend wurde sie von Papst Franziskus empfangen. Als Gäste Italiens haben sie dort einige Zeit verbracht, bevor sie nach Manchester (New Hampshire) weiterreisten.
Hintergrund: Diskriminierung und Verfolgung von Christen im Sudan
Die Scharia gilt im Sudan seit 1983 und sieht die Todesstrafe für die Abwendung vom Islam vor. Frauen ist es verboten, nicht-muslimische Männer zu heiraten. Umgekehrt dürfen Männer nicht-muslimische Frauen heiraten. Mit einer Anzahl von 87 Punkten liegt der Sudan auf Platz 4 des Weltverfolgungsindex (WVI) 2018 des christlichen Hilfswerks Open Doors. Seit 1989 werden im Sudan Nicht-Moslems staatlich diskriminiert, Kirchen wurden z. T. konfisziert oder zerstört, Priester und Kirchenführer werden verfolgt und tausende Christen wurden aufgrund der Scharia bestraft.

## Internationaler Protest und Reaktionen
Das Urteil hatte international ein großes Medienecho und eine breite, weltweite Empörung, Anteilnahme und Protestwelle der Staatengemeinschaft, Kirchen und Zivilgesellschaft ausgelöst.

### Protest und Reaktionen der Staatengemeinschaft
Die Botschaften der USA, Kanada, des Vereinigten Königreichs und der Niederlande im Sudan hatten in einer gemeinsamen Erklärung ihre Missbilligung zum Ausdruck gebracht.  Der britische Premier David Cameron bezeichnete das Todesurteil als barbarisch: „The way she is being treated is barbaric and has no place in today’s world. (Deutsch: Die Art, wie mit ihr umgegangen wird, ist barbarisch und hat keinen Platz in der heutigen Welt.)“ Der Beauftragte der Bundesregierung für Menschenrechte und humanitäre Hilfe, Christoph Strässer forderte die sudanesische Regierung zur Einhaltung der Menschenrechte, insbesondere der Religions- und Glaubensfreiheit und des Rechts auf Leben, auf.

### Protest und Reaktionen der Kirchen
Erzbischof Silvano Tomasi, Vertreter des Heiligen Stuhls bei der UNO in Genf, brachte den Fall in Zusammenhang mit anderen Fällen, wie etwa der gleichfalls nach Scharia-Recht zum Tode verurteilten Asia Bibi in Pakistan. Das Grundproblem ist für Erzbischof Silvano Tomasi: „Wie können wir die grundlegenden Menschenrechte dieser Menschen wahren angesichts bestimmter Traditionen oder politischer Gemengelagen, die den Respekt dieser Rechte zu einer schwierigen Angelegenheit machen?“ Zu diesen grundlegenden Rechten zählt der Vatikan-Diplomat das Prinzip der Religionsfreiheit: Dazu gehöre nicht nur, ungestört eine Religion zu praktizieren, sondern auch, von einer Religion zur anderen zu wechseln: „Das ist auch von der Verfassung des Sudan aus dem Jahr 2005 anerkannt worden. Das ist zwar nur eine vorläufige Verfassung, aber immerhin die derzeit gültige.“
Olav Fykse Tveit, Generalsekretär des Weltrats der Kirchen (WCC), appellierte an den Präsidenten des Sudan, ihr Leben zu schützen. Tveit sagte, die Verurteilung Maryam Yahya Ibrahim Ishaqs verletze einen elementaren Grundsatz der internationalen Menschenrechtsnormen, die Teil der sudanesischen Verfassung seien.
Eine Erklärung des „Internal Province of the Episcopal Church of Sudan“ stellte fest, dass in der Verfassung von Sudan von 2005, im Artikel 38, die Glaubens- und Religionsfreiheit festgeschrieben ist.

### Proteste und Reaktionen von NGOs und Zivilgesellschaft
Eine internationale Internet-Petition von change.org wurde bisher von 1.080.980 (18. Juli 2014) Unterstützern unterzeichnet. Die Amnesty-international-Kampagne „Stop Execution of Mother in Sudan“ wurde durch 225.963 Aktionen (1. Juni 2014) unterstützt.